# Vorwerk (Celle)
Vorwerk ist ein Ortsteil der Stadt Celle in Niedersachsen, der nordöstlich des Stadtzentrums liegt.

## Geschichte
Vorwerk ist ein aus einem mittelalterlichen Vorwerk hervorgegangenes Dorf und gehörte zum Kirchspiel Groß Hehlen. 1936 entstand die sogenannte Webersiedlung für Arbeiter der Spinnhütte Celle (Seidenspinnerei). Nach dem Zweiten Weltkrieg entstand 1950 für Flüchtlinge eine weitere Siedlung einer Wohnungsbaugenossenschaft (Soziale Baugenossenschaft GmbH, Celle). Mit der starken Zunahme der Bevölkerung wurde ein eigenes Schulgebäude erforderlich. Ab 1952 entstand die Vorwerkschule am Bosteler Weg.
Ab 1945 übernahm die britische Armee das Areal der Von-Seeckt-Kaserne vor den Toren Vorwerks und so wurde in Vorwerk ein weiteres Mal massiv neuer Wohnraum geschaffen, diesmal für die britischen Soldaten und deren Familienangehörigen. Wohnungen für die Angehörigen der britischen Streitkräfte wurden südwestlich vom alten Ortskern gebaut sowie hinter dem Vorwerker Platz. Mit dem Abzug der britischen Streitkräfte aus Celle wurde dieser Wohnraum dem zivilen Immobilienmarkt frei zugänglich.

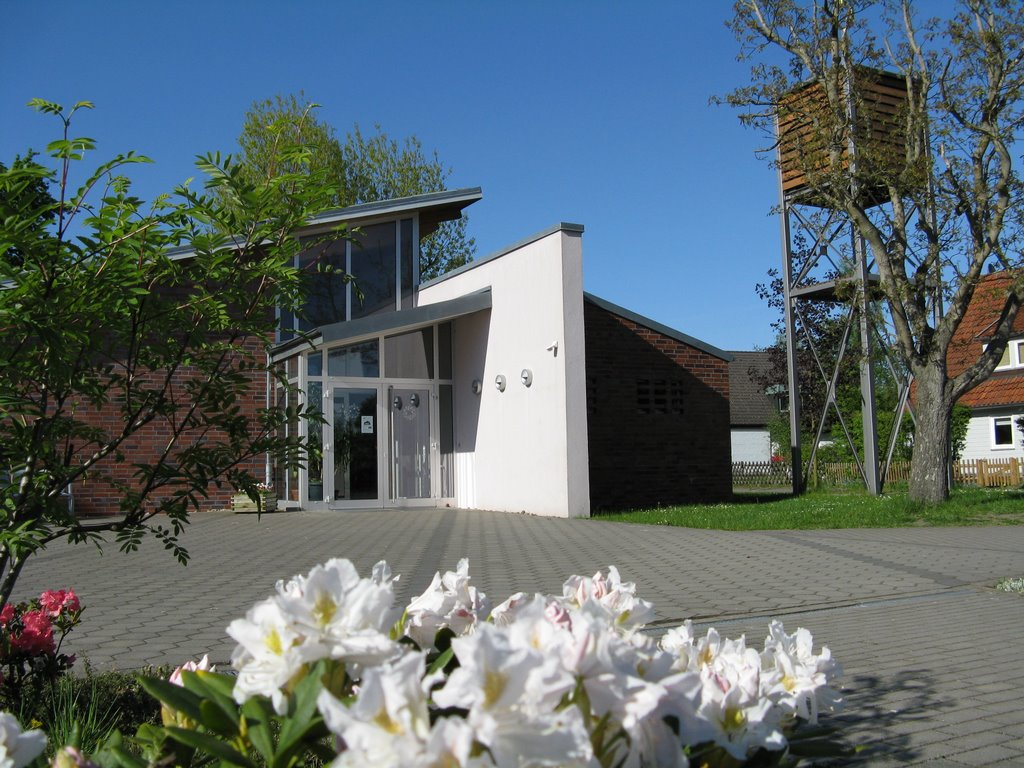
Ev. luth. Matthäus-Kirchengemeinde Celle-Vorwerk

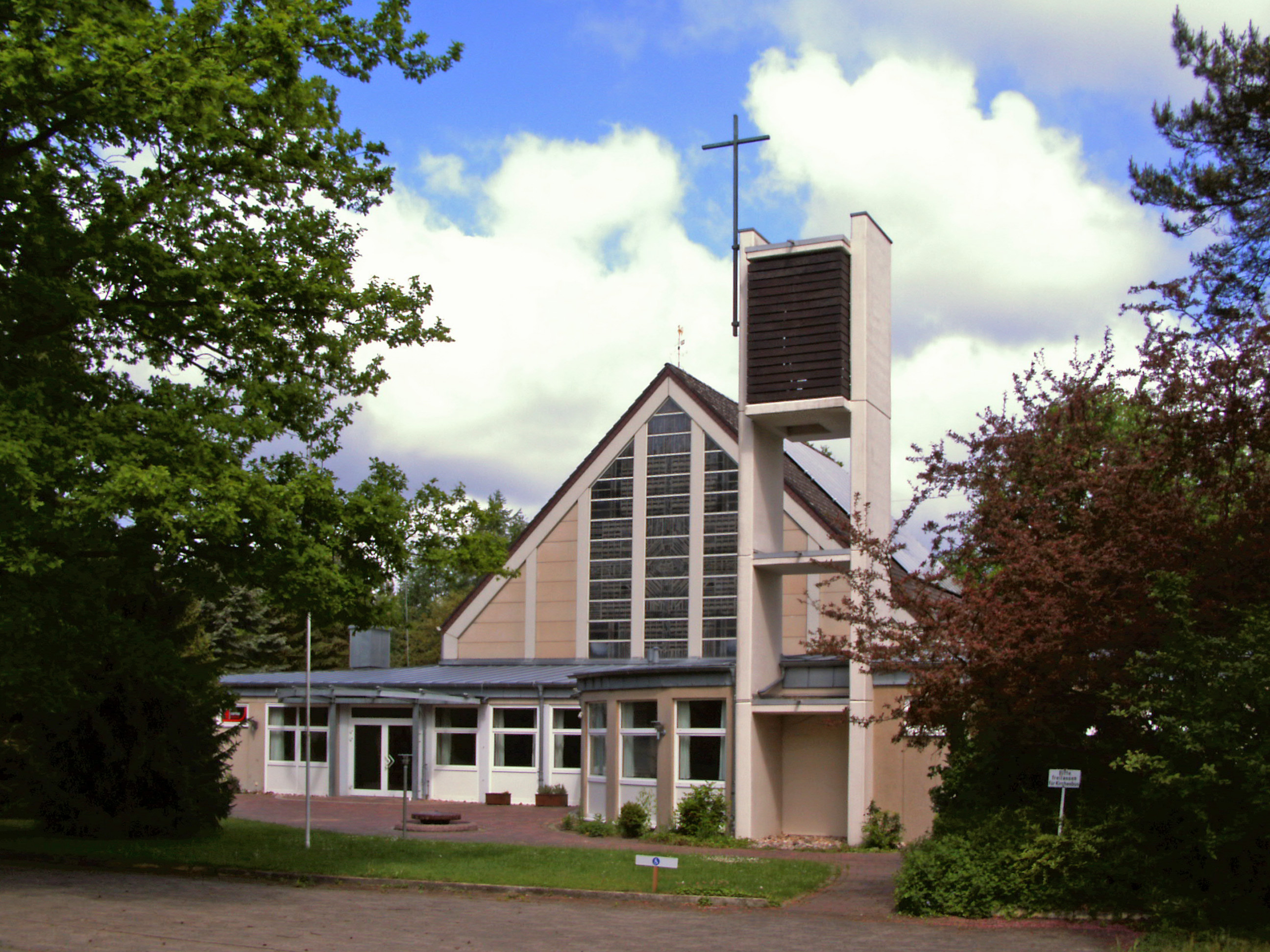
Katholische Kirche

Am 20. Januar 1961 wurde Vorwerk in die Stadt Celle eingemeindet. Der „Umgemeindungsvertrag“ wurde vom damaligen Celler Oberbürgermeister Wilhelm Heinichen im Celler Rathaus unterzeichnet. Für die bisherige Gemeinde Vorwerk leisteten Bürgermeister Lange und die Ratsmitglieder Wilhelm und Albert Knoop, Görgens und Wolckenhaar die Unterschrift.

## Religion
Die evangelische Kirchengemeinde Celle-Vorwerk wurde 1969 aus dem Verbund mit der Kirchengemeinde Klein Hehlen herausgelöst und war seitdem als Matthäus-Kirchengemeinde selbständig. Das Gemeindezentrum mit Pfarrhaus und ev. Kindergarten liegt an der Mitte des Ortsteils Vorwerk in unmittelbarer Nachbarschaft zur Vorwerkschule. Seit Juli 2007 haben sich die ev. Kirchengemeinden Garßen und Vorwerk zu einem „Verbundenen Pfarramt“ zusammen getan. Die Kirchengemeinde ist Teil des Kirchenkreises Celle.
An der Straße nach Garßen befindet sich die 1974 erbaute katholische Pfarrkirche St. Johannes der Täufer. Zu dieser Pfarrgemeinde gehören noch Filialkirchen in Eschede und Unterlüß. Diese sind Teil des Bistums Hildesheim.

## Politik

### Ortsrat
Der Ortsrat Vorwerk hat sieben Mitglieder.

Bei der Kommunalwahl 2021 ergab sich folgende Sitzverteilung:
| Ortsrat 2021Insgesamt 7 Sitze - SPD: 2 - Unab.: 2 - CDU: 2 - AfD: 1 |

### Ortsbürgermeisterin
Ortsbürgermeisterin ist Iris Fiß (Die UNABHÄNGIGEN).

## Kultur und Sehenswürdigkeiten
Das Wahrzeichen Vorwerks ist heute das Vorwerker Hochhaus am Vorwerker Platz. Hier finden jährlich viele Veranstaltungen statt.
- Am nordöstlichen Ortsrand von Vorwerk befindet sich der Silbersee, ein knapp 30.000 m² großer Quellsee mit einem Campingplatz (150 Stellplätze).
- Ebenfalls am nordöstlichen Ortsrand befindet sich das Tierheim des Celler Tierschutzvereins (circa 2000 gefundene und abgegebene Tiere jährlich).

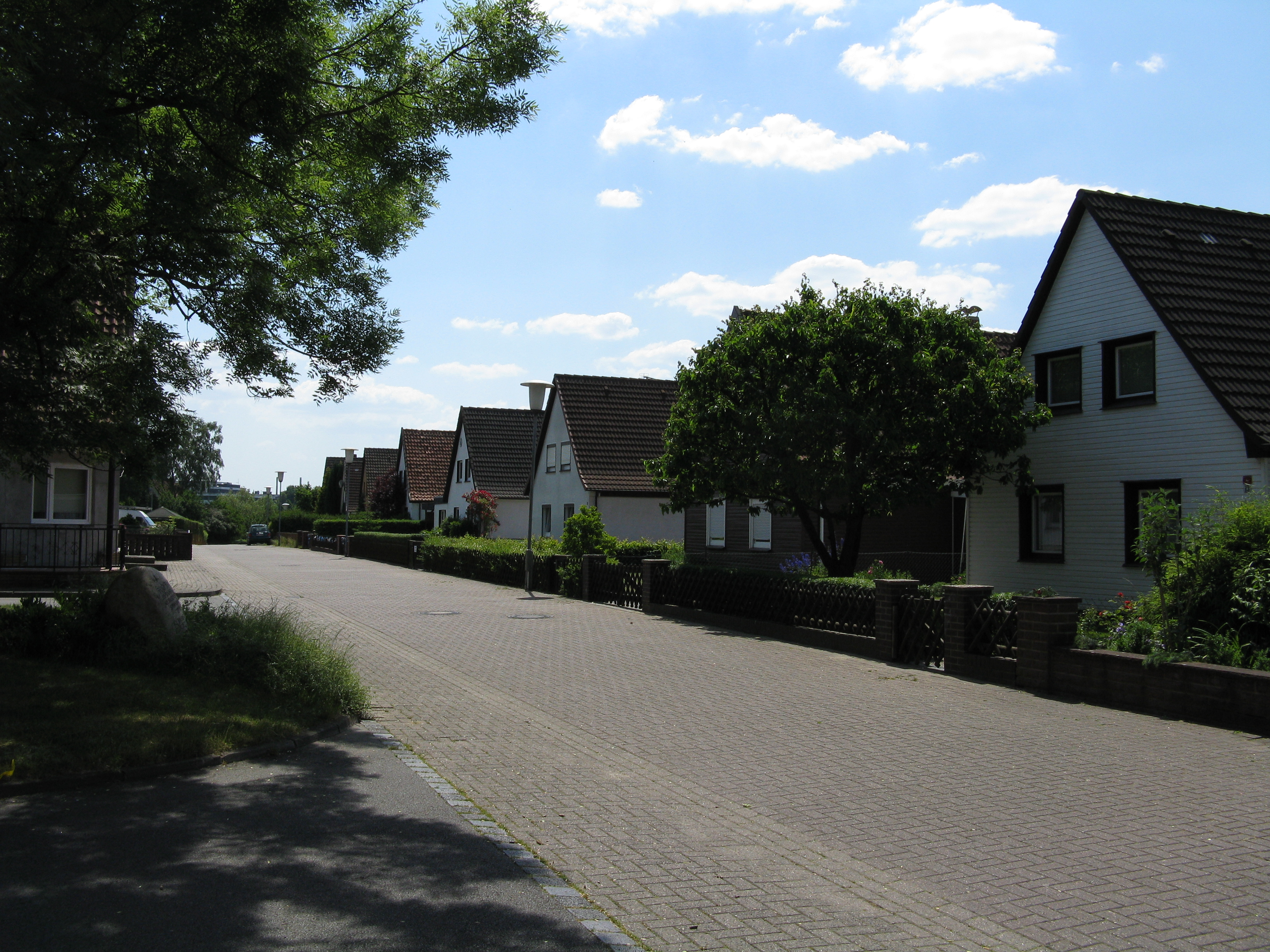
Typische Siedlungshäuser der „Webersiedlung“
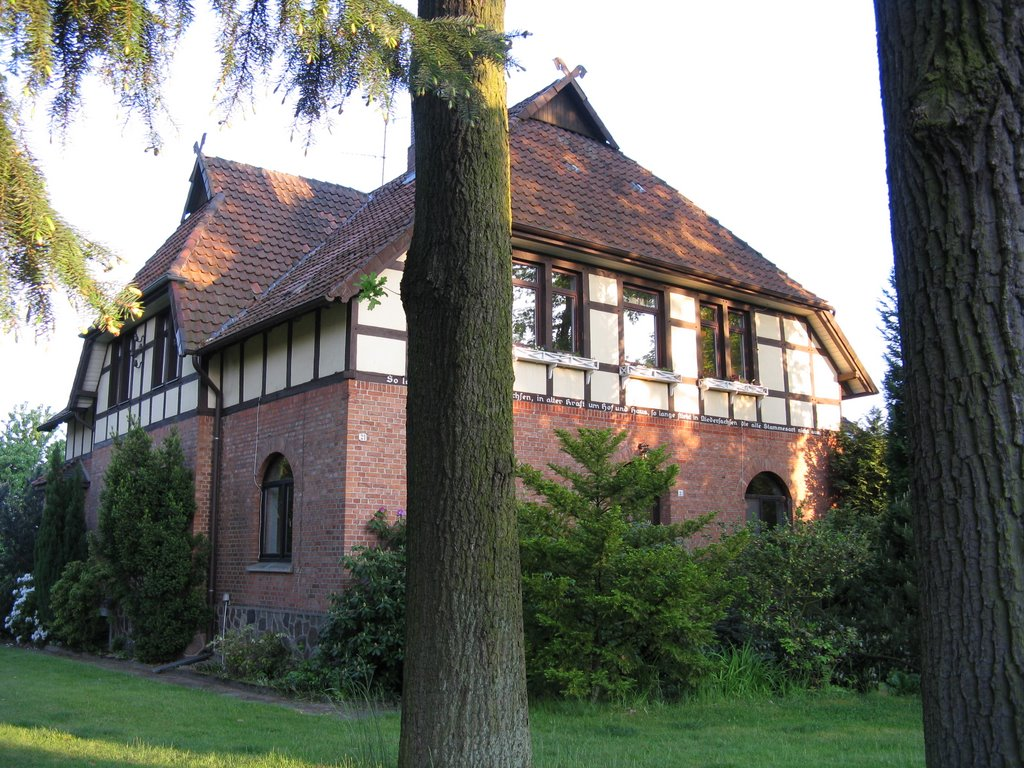
Ehemalige Hofstelle Wolckenhaar in Vorwerk, Mummenhofstraße
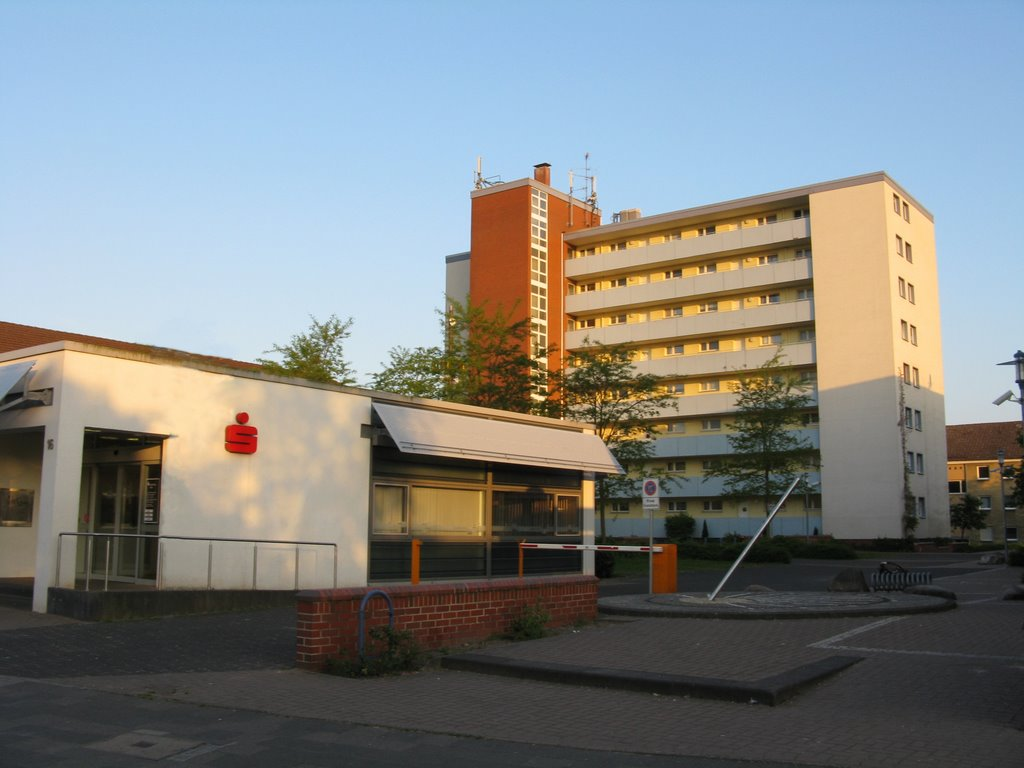
Hochhaus am Vorwerker Platz
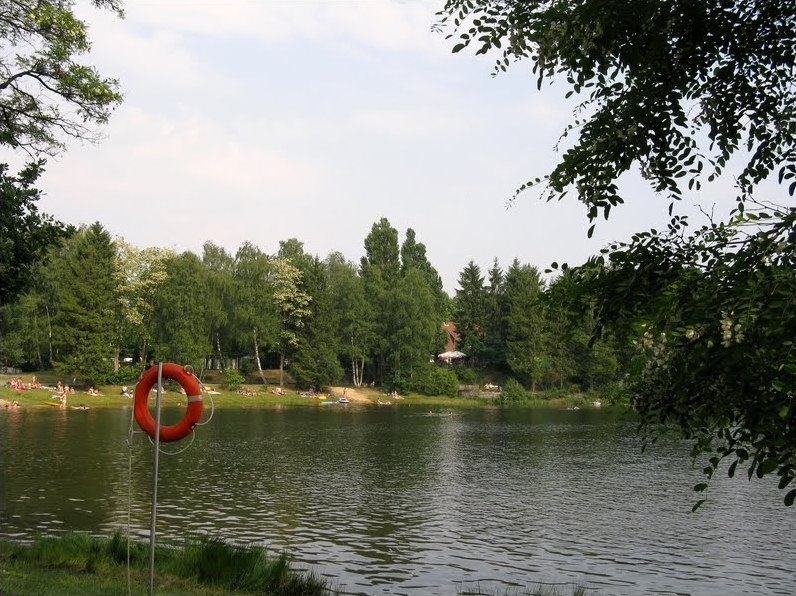
Silbersee

## Wirtschaft und Infrastruktur
Das Werk des zum Barilla-Konzern gehörenden Knäckebrotherstellers WASA wurde 1967 in Betrieb genommen und befindet sich am südlichen Ortsrand Vorwerks.
In Vorwerk befinden sich ein ev. Kindergarten und eine Grundschule sowie eine Ganztagskrippe. Seit 2010 gibt es im ehemaligen ev. Pfarrhaus der ev. Matthäusgemeinde in Vorwerk ein Familienzentrum.
Westlich des Ortsteils verläuft die Bahnstrecke Hannover–Hamburg, während östlich der Siedlung die Bahnstrecke Celle–Soltau verläuft.
Vorwerk verfügt über eine Sportanlage, mit Fußballplätzen, 5 Tennisplätzen sowie einem Vereinsheim im östlichen Ortsrand des Ortsteils.